# Gunther Seiffert
Gunther Seiffert (Oldenburg in Holstein, Alemanya, 18 d'octubre del 1937) va ser un pilot de curses automobilístiques alemany que va arribar a disputar curses de Fórmula 1.

## A la F1
Va debutar a la sisena cursa de la temporada 1962 (la tretzena temporada de la història) del campionat del món de la Fórmula 1, disputant el 5 d'agost del 1962 el GP d'Alemanya al circuit de Nürburgring.
Gunther Seiffert va participar en un total de dues proves puntuables pel campionat de la F1, disputades en dues temporades consecutives (1962 - 1963) no aconseguint classificar-se per disputar cap cursa i no assolí cap punt pel campionat del món de pilots.

## Resultats a la Fórmula 1
| Any  | Equip                          | Xassís | Motor | 1   | 2   | 3   | 4   | 5   | 6       | 7       | 8   | 9   | 10  | Posició | Punts |
| ---- | ------------------------------ | ------ | ----- | --- | --- | --- | --- | --- | ------- | ------- | --- | --- | --- | ------- | ----- |
| 1962 | Autosport Team Wolfgang Seidel | Lotus  | BRM   | HOL | MON | BEL | FRA | GBR | ALE NVQ | ITA     | USA | SUD |     | -       | 0     |
| 1963 | Rhine-Ruhr Racing Team         | Lotus  | BRM   | MON | BEL | HOL | FRA | GBR | ALE     | ITA NVS | USA | MEX | SUD | -       | 0     |

### Resum
| Curses: | Victòries: | Pòdiums: | Poles: | Voltes ràpides: | Punts: |
| ------- | ---------- | -------- | ------ | --------------- | ------ |
| 2       | 0          | 0        | 0      | 0               | 0      |